# Doble contratemps
Doble contratemps (títol original: Double Whammy) és una comèdia dramàtica estatunidenca dirigida per Tom DiCillo, sortida l'any 2001. Es va presentar al Festival de Gijón en la secció oficial llargmetratges a competició. Ha estat doblada al català

## Argument
Ray Pluto és el detectiu americà amb més mala sort.
Totes les seves accions, bones o dolentes, li reboten i li donen una mala reputació.
Tots els contextos són bons per a l'heroi per a enfonsar-se en la desgràcia, inclús quan ajuda els seus conciutadans o és víctima d'un mal d'esquena.

## Repartiment
- Denis Leary: Ray Pluto
- Elizabeth Hurley: Dra. Ann Beamer
- Luis Guzmán: Juan Benitez
- Donald Faison: Cletis
- Keith Nobbs: Duke
- Chris Noth: Chick Dimitri
- Steve Buscemi: Jerry Cubbins
- Victor Argo: Sean Phillips
- Maurici Compte: Jo Jo
- Otto Sanchez: Ping Pong
- Melonie Diaz: Maribel Benitez
- Millie Tirelli: Yolanda Benitez